# Hydrogenuhličitan hořečnatý
Hydrogenuhličitan hořečnatý je anorganická sloučenina se vzorcem Mg(HCO3)2. Připravit se dá ze zředěných roztoků kyseliny uhličité přidáním hydroxidu hořečnatého.
Další možností je reakce octanu hořečnatého s hydrogenuhličitanem sodným:
Mg(CH3COO)2 + 2 NaHCO3 → Mg(HCO3)2 + 2 CH3COONa
Hydrogenuhličitan hořečnatý existuje pouze ve vodných roztocích, hořčík totiž nevytváří pevný hydrogenuhličitan. Roztok vzniká působením stlačeného oxidu uhličitého na suspenzi hydroxidu hořečnatého:
Mg(OH)2 + 2 CO2 → Mg(HCO3)2
Při vysoušení tohoto roztoku se hydrogenuhličitan rozloží na uhličitan, oxid uhličitý a vodu:
Mg2+ + 2 HCO -
3  → MgCO3 + CO2 + H2O